# La Dame aux camélias
Pour les articles homonymes, voir La Dame aux camélias (homonymie).
La Dame aux camélias est un roman d'Alexandre Dumas fils publié en 1848, inspiré par sa propre histoire d'amour avec la courtisane Marie Duplessis (Marguerite). De nombreuses actrices ont incarné le personnage, de Sarah Bernhardt à Isabelle Adjani et Isabelle Huppert, en passant par Lillian Gish et Greta Garbo.
L'œuvre a inspiré l'opéra de Verdi, La Traviata.

## Le roman

### Résumé

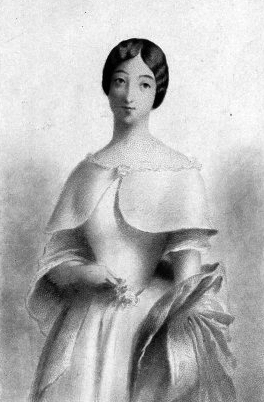
La Dame aux camélias
(gravure de Riffaut d'après le portrait de Chaplin.)

La Dame aux camélias raconte l'amour d'un jeune bourgeois, Armand Duval, pour une courtisane, Marguerite Gautier, atteinte de tuberculose. Elle a pour habitude de porter à son buste des camélias de différentes couleurs (blancs quand elle est disponible pour ses amants, rouges quand elle est indisposée). La narration constitue un récit dans le récit, puisque Armand Duval raconte son aventure au narrateur initial du roman.
Dans le demi-monde parisien chic, où se côtoient riches amateurs et femmes légères, le jeune Armand Duval tombe amoureux de la jeune et belle Marguerite Gautier, une des reines de ce monde éphémère de la noce.
Armand, l'amant de Marguerite, obtient d'elle qu'elle renonce à sa vie tapageuse pour se retirer avec lui à la campagne non loin de Paris, car jaloux des nombreux hommes qui l'entretiennent. Mais la liaison est menacée par le père d'Armand, qui obtient de Marguerite qu'elle rompe avec son fils sous prétexte que son autre enfant, la jeune sœur d'Armand, doit épouser un homme de la bonne société. Jusqu'à la mort de Marguerite, Armand sera persuadé qu'elle l'a trahi avec un nouvel amant, et quitté volontairement. La mort pathétique de Marguerite, abandonnée et sans ressources, conclut l'histoire racontée par le pauvre Armand Duval lui-même.

### Analyse

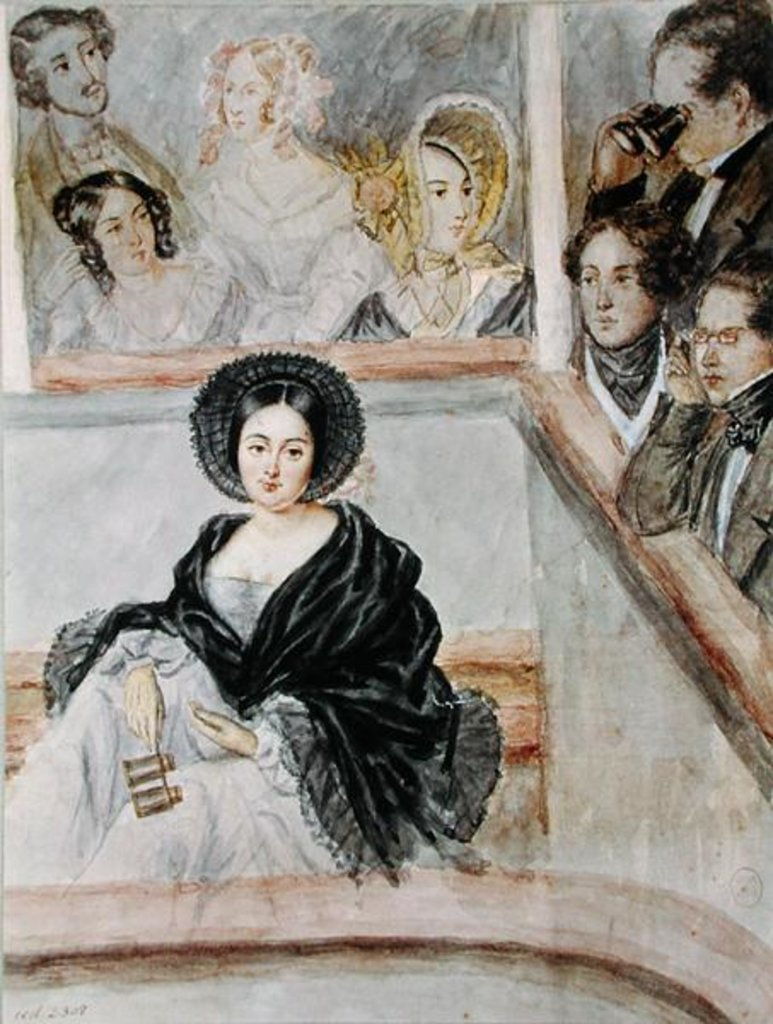
Marie Duplessis.

Dumas fils se réfère explicitement au roman de l'abbé Prévost, Manon Lescaut (1731), mais les rôles sont inversés. Tandis que chez Prévost, c'est Des Grieux qui renonce à son statut social pour suivre jusqu'au bagne, en Amérique « [sa] Manon adorée », avant de rentrer pour raconter sa passion fatale à « l'homme de qualité » auquel l'auteur prête sa plume, chez Dumas, le récit se concentre sur le sacrifice de la courtisane au grand cœur.
Dumas fils réhabilite de façon inédite l'image de la femme entretenue. De jouet frivole — insensible et intéressée —, l'irrégulière devient avec lui une victime de l'égoïsme bourgeois. Par générosité, Marguerite a renoncé au luxe d'une vie brillante et libre puis à son amour lui-même, mais sa sincérité reste cachée au monde comme il faut. Elle est ainsi la victime du préjugé selon lequel une lorette n'aurait pas de vertu.

### Œuvre autobiographique
Pour son roman, Alexandre Dumas fils s'inspira de son histoire d'amour fiévreuse avec la demi-mondaine Marie Duplessis, entre septembre 1844 et août 1845. La Dame aux camélias fut écrit en 1848, quelques mois après la mort de la jeune femme. Mis en pension très jeune, Dumas vécut très mal son statut d'enfant « bâtard », comme il le dit lui-même. Lorsqu'il rencontra Marie Duplessis, elle lui apporta la stabilité dont il avait besoin. Après sa mort, il s'installa à Saint-Germain-en-Laye, à l'Auberge du Cheval Blanc, et acheva l'œuvre en trois semaines.

#### Ce que dit Dumas de son roman
[réf. souhaitée]
- « N'ayant pas encore l'âge où l'on invente, je me contente de raconter. »
- « J'engage donc le lecteur à être convaincu de la réalité de cette histoire dont tous les personnages, à l'exception de l'héroïne, vivent encore. »
- « D'ailleurs, il y a, à Paris, des témoins de la plupart des faits que je recueille ici, et qui pourraient les confirmer, si mon témoignage ne suffisait pas. Par une circonstance particulière, seul je pouvais les écrire, car seul, j'ai été le confident des derniers détails, sans lesquels, il eût été impossible de faire un récit intéressant et complet. »
- « Je ne tire pas de ce récit la conclusion que toutes les filles comme Marguerite sont capables de faire ce qu'elle a fait. Loin de là, mais j'ai connaissance qu'une d'elles avait éprouvé dans sa vie un amour sérieux, qu'elle en avait souffert et qu'elle en était morte. J'ai raconté au lecteur ce que j'avais appris. C'était un devoir. »
- « La personne qui m'a servi de modèle pour l'héroïne de la Dame aux camélias se nommait Alphonsine Plessis, dont elle avait composé le nom plus euphonique et plus relevé de Marie Duplessis. Elle était grande, très mince, noire de cheveux, rose et blanche de visage. Elle avait la tête petite, de longs yeux d'émail comme une Japonaise, mais vifs et fins, les lèvres du rouge des cerises, les plus belles dents du monde ; on eût dit une figurine de Saxe. En 1844, lorsque je la vis pour la première fois, elle s'épanouissait dans toute son opulence et sa beauté. Elle mourut en 1847, d'une maladie de poitrine, à l'âge de vingt-trois ans. »

## Adaptations

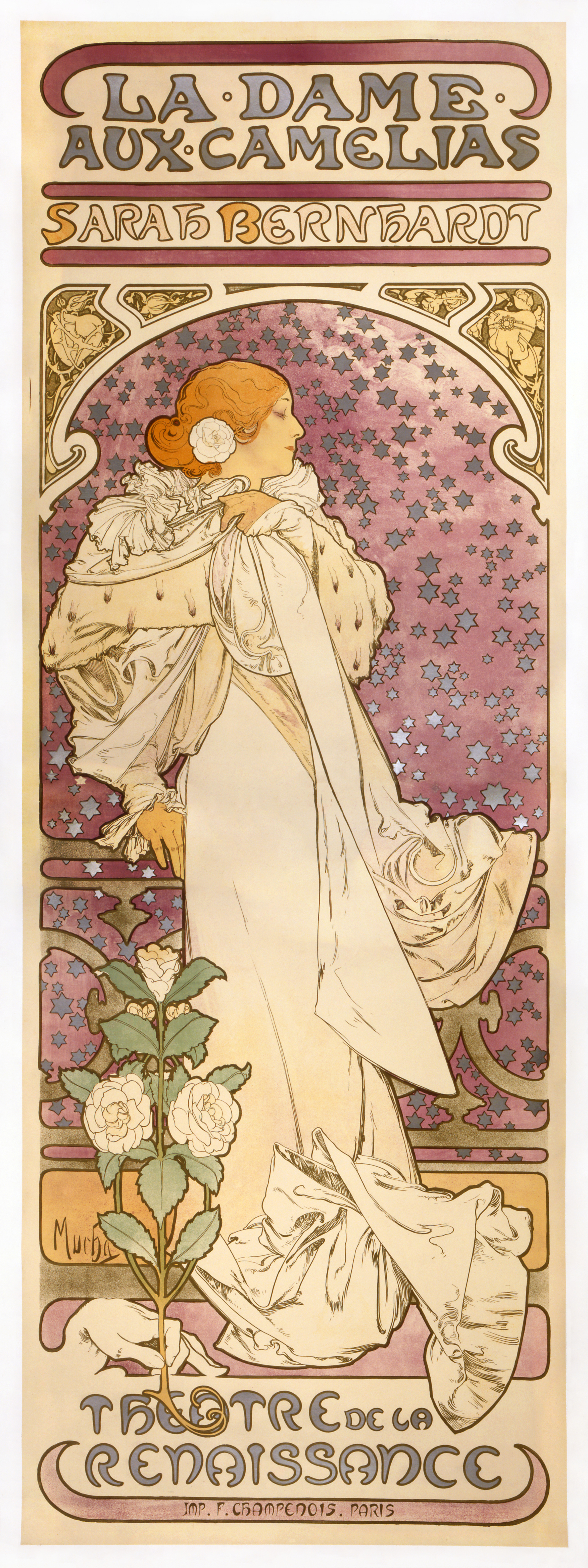
Affiche d'Alfons Mucha pour la pièce de théâtre La Dame aux camélias, avec Sarah Bernhardt (1896).

### Théâtre
- La Dame aux camélias, adaptation de son roman par Alexandre Dumas fils en 1852
- La Dame aux camélias de René de Ceccatty, créé par Alfredo Arias, avec Isabelle Adjani le 18 octobre 2000 au Théâtre Marigny[3].
- La Dame aux camélias, adaptation de Frank Castorf au Théâtre de l'Odéon en janvier 2012 La trame de Dumas est très allusivement reprise, confrontée à La Mission de Heiner Müller et à Histoire de l'œil de Georges Bataille.
- La Dame aux camélias d'Arthur Nauzyciel, créé le 26 décembre 2018 au Théâtre national de Bretagne

### Opéra

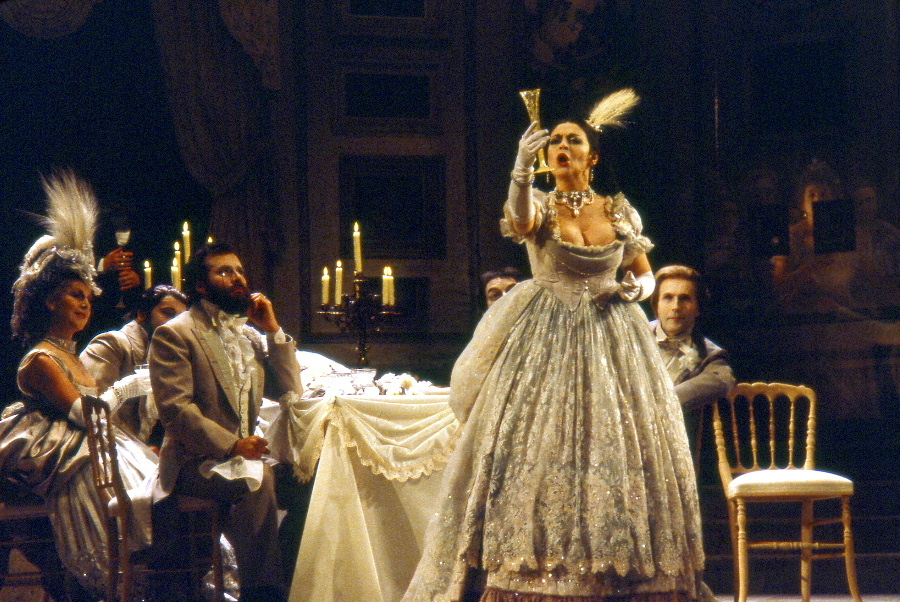
La traviata mise en scène par Jean-Pierre Ponnelle en 1980 à l'Opéra national du Rhin avec Catherine Malfitano (Violetta).

- Giuseppe Verdi, La traviata, 1853

### Cinéma
- 1907 : La Dame aux camélias de Viggo Larsen, avec Oda Alstrup
- 1909 : La Dame aux camélias (Camille) d'Ugo Falena
- 1912 : La Dame aux camélias d'André Calmettes et Henri Pouctal, avec Sarah Bernhardt
- 1915 : La Dame aux camélias (La signora delle camelie) de Baldassarre Negroni, avec Hesperia
- 1915 : La Dame aux camélias (La signora delle camelie) de Gustavo Serena, avec Francesca Bertini
- 1915 : Camille d'Albert Capellani, avec Clara Kimball Young et Paul Capellani
- 1917 : Camille de J. Gordon Edwards, avec Theda Bara et Alan Roscoe
- 1921 : La Dame aux camélias de Ray C. Smallwood, avec Alla Nazimova et Rudolph Valentino
- 1925 : La Dame aux camélias (Damen med kameliorna) d'Olof Molander
- 1926 : Camille de Fred Niblo, avec Norma Talmadge et Gilbert Roland
- 1934 : La Dame aux camélias d'Abel Gance et Fernand Rivers, avec Yvonne Printemps et Pierre Fresnay
- 1936 : Le Roman de Marguerite Gautier (Camille) de George Cukor, avec Greta Garbo et Robert Taylor
- 1942 : Layla, adaptation de La Dame aux camélias[4], avec Leila Mourad, film égyptien de Togo Mizrahi.
- 1946 : La Femme de tout le monde (La mujer de todos) de Julio Bracho, Mexique, avec María Félix, Armando Calvo, Gloria Lynch
- 1953 : La Dame aux camélias de Raymond Bernard, avec Micheline Presle et Gino Cervi
- 1953 : La Dame sans camélia de Michelangelo Antonioni, avec Lucia Bosé et Gino Cervi
- 1953 : Fille d'amour (Traviata 53) de Vittorio Cottafavi, avec Barbara Laage
- 1954 : Passion sauvage (Camelia) de Roberto Gavaldon, avec Maria Félix et Miguel Aceves Mejia (en)
- 1955 : Serment d'amour (Ahdil Hawa / عهد الهوى) d'Ahmed Badrakhan, avec Myriam Fakr El Dine et Farid El Atrache
- 1962 : Une dame aux camélias (La bella lola) d'Alfonso Balcázar, avec Sara Montiel
- 1969 : Camilla (Camille 2000) de Radley Metzger, avec Daniele Gaubert, Nino Castelnuovo, Eleonora Rossi Drago, Philippe Forquet
- 1981 : La Dame aux camélias (La storia vera della signora delle camelie) de Mauro Bolognini, avec Isabelle Huppert et Gian Maria Volontè
- 2001 : libre adaptation dans Moulin Rouge de Baz Luhrmann, avec Nicole Kidman et Ewan McGregor

### Télévision
- 1962 : La Dame aux camélias de François Gir, adaptation et dialogues de Marcel Pagnol
- 1971 : La signora dalle camelie de Vittorio Cottafavi
- 1978 : Kameliendame de Tom Toelle, avec Erika Pluhar, Klaus Hoffmann, Tatjana Iwanow, Friedrich von Thun, Barbara Nielsen
- 1983 : La Dame aux camélias d'Agnès Delarive, épisode de la série télé Les Amours romantiques
- 1984 : La Dame aux camélias (Camille), téléfilm britannique de Desmond Davis, avec Greta Scacchi, Colin Firth, Ben Kingsley
- 1994 : La Dame aux camélias (pl) (Dama kameliowa), film historique costumé de Jerzy Antczak
- 1998 : La Dame aux camélias, téléfilm français de Jean-Claude Brialy avec Cristiana Reali et Michaël Cohen
- 2005 : La Dame aux camélias (La signora delle camelie) de Lodovico Gasparini (it), avec Francesca Neri et Sergio Muniz (it)

### Ballet
- Henri Sauguet, La Dame aux camélias Création au festival de Berlin en 1957, puis nouvelle version à Paris 1959 avec Yvette Chauviré.
- John Neumeier, La Dame aux camélias, costumes de Jürgen Rose

Très fidèle au roman, le ballet, qualifié de néoclassique, accentue le parallèle avec l'histoire de Manon Lescaut.
- Frederick Ashton, Marguerite et Armand, ballet créé pour Margot Fonteyn et Rudolf Noureev Montre essentiellement l'histoire d'amour entre les deux héros et l'intervention de Monsieur Duval. Tous les seconds rôles sont inexistants.
- Jorge Lefebre, La Dame aux camélias, avec Christine Klépal, Ballet royal de Wallonie, 1980

### Mélodies
- Reynaldo Hahn, La Dame aux camélias  "C'est à Paris", "Mon rêve était d'avoir…", "Au fil de l'eau". Trois mélodies tirées du film du même nom de Fernand Rivers, en 1934. Yvonne Printemps, qui tient le rôle de Marguerite Gautier dans le film, en est la première interprète. Partition imprimée en 1934. Éditions Joubert & Cie en 1934, sous les références A. J. 1000 22/23/24.

### Bande dessinée
- Gotlib (scénario) et Alexis (dessin), La Dame aux camélias, dans Cinémastock, Tome 1, Dargaud, 1974 (publié auparavant dans Pilote no 731 et 732, des 8 et 15 novembre 1973[5])